# Folque
Pour l’article ayant un titre homophone, voir Pholque.
Folque est un groupe norvégien de folk, originaire d'Oslo.

## Histoire
Formé en 1972, le groupe s'appelait à l'origine Brød og vin, mais change de nom pour Folque en 1973. Le premier concert sous le nom de Folque a lieu le 30 avril 1973 au Château Neuf. Folque devient « le premier groupe folk-rock de Norvège » et est depuis considéré comme « quelque peu légendaire » Le groupe s'inspire de la musique folklorique norvégienne et la mélange à des rythmes et des instruments contemporains, comme l'ont fait Fairport Convention et Steeleye Span en Angleterre. « Folque a fait du folk rock un genre pertinent dans les années 1970 »,. De nombreux membres font partie du groupe au fil des ans, mais un seul est resté avec le groupe tout au long de sa carrière, et il s'agit de Morten Bing. Un autre membre clé est Lars Helljesen, qui fait partie du groupe depuis 1975.
Folque compte 8 albums studio, un album de concert et quelques albums de compilation. Les trois premiers albums sont sortis sur le label Phonogram. Les deux premiers, Folque et Kjempene på Dovrefjell, sont produits par Øystein Sunde. La majeure partie du répertoire de Folque est initialement constituée de musique folklorique traditionnelle, mais des mélodies sont également composées sur des textes folkloriques, par exemple par Morten Bing pour No ha Jonsoknatta kome et Dans, dans.
Le groupe est actif entre 1973 et 1984, avec quelques concerts de retrouvailles dans les années 1990 et 2000. 
Folque se reforme en 2014, mais donne son dernier concert au Rockheim de Trondheim le 29 avril 2017. 

## Style musical
Musicalement, Folque s'inspire de Lillebjørn Nilsen, du Breton Alan Stivell et des Anglais Pentangle, Steeleye Span et surtout Fairport Convention,. 
Leur style musical s'apparente à celle de Malicorne en France ou de Steeleye Span en Angleterre, c'est-à-dire des chansons traditionnelles pour la plupart arrangées de manière rock ou progressive. Ils utilisent ainsi de nombreux instruments issus de différents courants comme la mandoline, le dulcimer et le violon mais aussi la basse, de la batterie et la guitare électrique.

## Membres
- Jørn Jensen – chant, guitare, dulcimer (1973-1974)
- Trond Øverland – basse, piano (173-1975, 1984, 2014-2017)
- Trond Villa – violon (1973-1977
- Lisa Helljesen – chant (1973-1977/2014-????)
- Eilif Amundsen – banjo, guitare, basse (1973-1978)
- Morten Bing – mandoline, mandola, dulcimer, guitare, banjo, bouzouki (1973-????)
- Lars Helljesen – chant, guitares (1975-????)
- Morten Jakobsen – percussions 1975-1980)
- Jenn E. Mortensen – chant (1977-2004)
- Øyvind Rauset v violon, synthétiseur (1977-1981/1984-????)
- Per Vestaby – basse (1978-1979)
- Pål Søvik – percussions (1980-1984/1994)
- Jan Devik – basse (1980)
- Roald Thomesen – basse (1980-1983)
- Truls Tambs-Lyche – basse (2002-2004)
- Alexander Lindbäck – percussions (2014-2017)
- Espen Løvstad – électroacoustique (1973-1984)

## Discographie
- 1974 : Folque
- 1975 : Kjempene på Dovrefjell
- 1977 : Vardøger
- 1978 : Dans, dans Olav Liljekrans
- 1979 : Folques beste
- 1980 : Fredløs
- 1981 : Landet Vårt
- 1983 : Sort messe
- 1991 : Dans dans
- 1998 : Stormkast